# Streifenkehl-Zaunkönig
Der Streifenkehl-Zaunkönig (Cantorchilus leucopogon) ist eine Vogelart aus der Familie der Zaunkönige (Troglodytidae), die in Panama, Kolumbien und Ecuador verbreitet ist. Der Bestand wird von der IUCN als nicht gefährdet (Least Concern) eingeschätzt.

## Merkmale
Der Streifenkehl-Zaunkönig erreicht eine Körperlänge von etwa 12,0 cm. Er ist relativ schwer zu beschreiben, da er zerstreute Markierungen an der Kehle hat. Die Zügel sind graubraun, der Überaugenstreif ist gräulich weiß, die Ohrdecken sind matt schwarz und gräulich weiß gestrichelt. Der Oberkopf und die Oberseite sind dunkelbraun, etwas rötlicher am Bürzel. Die Handschwingen und die Armschwingen sind rötlich braun mit feinen schwarzen Streifen. Die matt rötlich braunen Steuerfedern sind von engen schwärzlichen Binden durchzogen. Das Kinn und die Kehle weisen spitze grauweiße mit schwärzlichen Strichen auf, die sich bis unter Ohrdecken ziehen. Diese grenzen sich gut von der rötlich gelbbraunen Färbung der Oberbrust ab. Der Rest der Unterseite ist rötlich gelbbraun, was am Bauch im Steißbereich dunkler und intensiver wird. Die Augen sind hellbraun oder rötlich braun, der Oberschnabel schwarz bis dunkelgrau, der Unterschnabel hellgrau mit schwärzlicher Spitze und die Beine grauschwarz bzw. graubraun. Beide Geschlechter ähneln sich. Jungtiere haben weniger klar definierte Striche und die Augen sind braun ohne die rötliche Tönung.

## Verhalten und Ernährung
Nur wenige Daten zur Ernährung des Streifenkehl-Zaunkönigs liegen vor. Der Magen einiger Exemplare enthielt Insekten. Meist ist er paarweise unterwegs und sucht sein Futter in drei bis zehn Metern über dem Boden in dichter Vegetation. Regelmäßig schließt er sich gemischten Gruppen aus anderen Arten an.

## Lautäußerungen
Der Gesang des Streifenkehl-Zaunkönigs besteht aus unmelodischen zwei bis drei Tönen, die wie tschi-tschi-tschi klingen. Es liegen keine Daten zum sonst üblichen antiphonen Duett der Geschlechter dieser Gattung vor. Der Alarmruf ähnelt etwas den Gesangselementen.

## Fortpflanzung
Im März wurde der Streifenkehl-Zaunkönig beim Nestbau in Panama beobachtet. Im Nordwesten Kolumbiens waren Vögel im April in Brutstimmung. Das Nest ist eine unordentliche Kugel mit Seiteneingang, das er meist in der Nähe eines kleinen Zweiges platziert, ohne großen Wert auf sein Verbergen zu legen.

## Verbreitung und Lebensraum

Verbreitungsgebiet (grün) des Streifenkehl-Zaunkönigs

Der Streifenkehl-Zaunkönig bevorzugt die Ränder von Sekundärwald und Várzea. Er bewegt sich in Höhenlagen von Meeresspiegel bis 900 Metern.

## Migration
Es wird vermutet, dass der Streifenkehl-Zaunkönig ein Standvogel ist.

## Unterarten
Bisher sind zwei Unterarten bekannt:
- Cantorchilus leucopogon grisescens (Griscom, 1932)[3] kommt im Nordosten Panamas und dem Norden Kolumbiens vor. Die Unterart wirkt deutlich grauer und heller auf Ober- und Unterseite.[1]
- Cantorchilus leucopogon leucopogon (Salvadori & Festa, 1899)[4] ist im Südosten Panamas, dem Westen Kolumbiens und dem Nordwesten Ecuadors verbreitet.

## Etymologie und Forschungsgeschichte
Die Erstbeschreibung des Streifenkehl-Zaunkönigs erfolgte 1899 durch Tommaso Salvadori und Enrico Festa unter dem wissenschaftlichen Namen Thryophilus leucopogon. Das Typusexemplar wurde von Enrico Festa in den Wäldern um den Río Peripa in der Provinz Pichincha gesammelt. 2006 führte Nigel Ian Mann, Frederick Keith Barker, Jefferson Alden Graves, Kimberly Anne Dingess-Mann und Peter James Bramwell Slater die für die Wissenschaft neue Gattung Cantorchilus ein. Dieser Name leitet sich von »cantus« für »Lied« und »orkhilos ορχιλος« für »Zaunkönig« ab. Der Artname »leucopogon« ist ein griechisches Wortgebilde aus »leukos λευκος« für »weiß« und »pōgōn, pōgōnos πωγων, πωγωνος« für »Bart«. »Grisescens, griscescentis« steht für »gräulich« von »griseum« von »grau«.